# Eustasio López González
Eustasio López González (Villa de Agüimes, Las Palmas, el 27 de octubre de 1953) es un empresario español incluido en la lista Forbes de los 100 empresarios más importantes de España. Su experiencia empresarial comienza a la edad de 14 años, al fallecer su padre. Junto a sus hermanos, en el verano de 1972, constituye la sociedad Hijos de Francisco López Sánchez (LOPESAN). El Juzgado de Instrucción número 2 de Las Palmas de Gran Canaria dictó un auto de procesamiento en 2021 contra Eustasio López por prostitución de menores, enmarcado en el caso 18 Lovas.

## Trayectoria empresarial

### Sector de la construcción
Inicialmente, la empresa se especializó en el ámbito de la construcción, infraestructuras viarias y la promoción de urbanizaciones y suelo inmobiliario. Hoy constituye la matriz de uno de los mayores y más diversificados grupos empresariales de Canarias, con una plantilla de más de 4000 trabajadores y presencia en la actividad turística, constructora, industrial y agrícola.
En 1974, adquiere la primera planta de Canarias de aglomerado asfáltico en caliente. Actualmente, la división industrial de la compañía, sigue compuesta por empresas que cubren todos los ámbitos relacionados con la construcción, con un importante volumen de contratación de obras, y una participación en proyectos de gran relevancia social y económica en las Islas.
Desde mediados de la década de 1970 y hasta mediados de la de 1990, la empresa experimentó un importante crecimiento, con adjudicaciones como el asfaltado de las pistas del aeropuerto de Gran Canaria, distintos planes de barrios municipales y participando en el desarrollo y la modernización de las infraestructuras canarias. También esas fechas se convierte en el promotor y constructor de centros comerciales y zonas residenciales cercanos a núcleos turísticos, con obras como el Centro Comercial Faro 2, o la urbanización de Bellavista en San Fernando de Maspalomas, donde ahora tiene sus oficinas centrales.

### Sector turístico
La incursión en el sector turístico comienza en 1991, con la compra del complejo turístico Altamarena en Fuerteventura. En 1995 se crea la marca Lopesan Hotel Group y se producen nuevas adquisiciones de establecimientos hoteleros en Playa del Inglés: el Hotel Buenaventura y el Catarina Playa. Posteriormente, en 1999 adquiere la mayoría del capital del grupo alemán IFA Hotels & Touristik, cuyas acciones cotizan en las Bolsas de Frankfurt y Dussedorf.
En paralelo a esas adquisiciones, Lopesan inicia a finales de la década de 1990 la construcción de sus propios hoteles, apostando desde el principio por el concepto de resort vacacional. En 2001 se inaugura el Lopesan Costa Meloneras, Corallium Spa y Casino, un resort de 1136 habitaciones, de unas dimensiones desconocidas entonces en la hotelería vacacional europea. En simultáneo a su puesta en funcionamiento, se produjo el desarrollo de la urbanización de Meloneras como nuevo enclave turístico de Gran Canaria.
En 2004 se inauguró el Lopesan Villa del Conde, reproduciendo la arquitectura tradicional de la isla. En 2009, se firma la gestión de ExpoMeloneras, centro de convenciones situado también en la zona de Meloneras, con capacidad para más de 4000 personas con el objetivo de atender congresos y eventos nacionales e internacionales. Ese mismo año se inaugura el tercero de los resorts que componen Meloneras en la actualidad: el Lopesan Baobab, inspirado por la arquitectura y ambientación africana.
Con 20 establecimientos que operan en cuatro países (España, Alemania, Austria y República Dominicana) y cerca de 17.000 camas turísticas, Lopesan Hotel Group es hoy la firma turística más importante de Canarias y una de las diez primeras de España en volumen de facturación.

### Sector industrial y agrícola
En el ámbito industrial, y junto a la gestión de la lavandería central, en 2012 nace Cook & Events, empresa dedicada a la producción y distribución de comidas preparadas. Aparte de prestar servicio al propio grupo hotelero, cuenta con una cartera de clientes compuesta por hospitales, hoteles, organismos oficiales, residencias de mayores o empresas. En la actualidad, la cocina central de Cook & Events elabora más de 35.000 comidas diarias.
En 2014, se produjo la adquisición de la finca de Veneguera. En la actualidad, se producen plátanos, mangos, aguacates, y cítricos. Actualmente se están incorporando nuevas producciones y aumentando el suelo dedicado a las plantaciones.

### Actualidad
En la actualidad, Eustasio López, apoyado por sus hijos en las áreas ejecutivas de gestión del Grupo, sigue dirigiendo los nuevos proyectos de la compañía, fundamentalmente concentrados en el desarrollo de Meloneras, y en la internacionalización de la compañía. El Grupo proyecta la construcción de nuevos hoteles en Gran Canaria y República Dominicana.
Además de presidir las empresas integradas en Lopesan Grupo, es miembro de la Confederación Canaria de Empresarios, Vicepresidente de la Asociación para el Progreso y Desarrollo (APD), Miembro del Círculo de Empresarios de Gran Canaria, del Consejo Asesor Regional del BBVA, y de ENDESA, y pertenece a la Junta Directiva de Exceltur. Es también Socio de Honor de la Obra Social de Acogida y Desarrollo, socio patrono de la ONG Mujeres por África que preside la exvicepresidenta del Gobierno, María Teresa Fernández de la Vega, y en la que participan algunas de las más importantes empresas del país. En el ámbito universitario, la ULPG le otorgó en 2015 la distinción de mecenas por su apoyo a la Universidad. El Grupo ha promovido la creación de la Cátedra Lopesan de la ULPGC. Eustasio López es también patrono de la Fundación Bravo Laguna, y a través de ella, de la escuela de negocios ESCOEX.

## Premios y reconocimientos
- Medalla al Mérito Turístico, concedida por el Ministerio de Industria, Turismo y Comercio de España (2009)[12]
- Medalla de Oro de la Cruz Roja (2010)[27]
- Hijo Predilecto de Gran Canaria, concedida por el Cabildo de Gran Canaria (2011)[28]
- Medalla de la Excelencia Turística, concedida por el Gobierno de Canarias (2011)[29]
- Cruz con Distintivo Blanco de la Orden del Mérito de la Guardia Civil (2011)[30]
- Cruz del Mérito Militar con Distintivo Blanco de los Ejércitos de Tierra y Aire (2015)[31]
- Medalla de Oro de Canarias, concedida por el Gobierno de Canarias (2015)[32]
- Reconocimiento como Mecenas de la Universidad de Las Palmas de Gran Canaria (2015)[33]

## Caso 18 Lovas
El caso 18 Lovas investiga desde 2021 a una red de prostitución de menores que, según la Fiscalía, entre 2015 y 2016 presuntamente captaba a las chicas a través de una agencia de azafatas, gogós o animadoras llamada 18 Lovas, para luego explotarlas como acompañantes o prostitutas. El empresario canario Eustasio López está acusado de dos delitos de prostitución de menores, ya que según la fiscalía mantuvo relaciones sexuales con las menores que estaban siendo explotadas por dicha red de prostitución. Los hechos han sido reconocidos por la defensa, quien alega sin embargo el desconocimiento de la circunstancia de la minoría de edad por parte de su defendido.